# Guthlac A et B
Guthlac A et Guthlac B sont des poèmes vieil-anglais conservés dans le Livre d'Exeter, à la suite de trois poèmes consacrés au Christ. Ils sont longs respectivement de 818 et 561 vers.
Les poèmes appartiennent au genre hagiographique et relatent la vie de Saint Guthlac (674-714), un saint anglo-saxon qui a vécu en ermite sur l'île de Croyland (aujourd'hui Crowland) au début du VIIIe siècle.

## Guthlac A

### Résumé
Les 92 premiers vers du poème constituent un prologue consacré à l'obtention du salut. Le récit de la vie de Guthlac ne commence qu'après et n'évoque que la période de la vie de Guthlac pendant laquelle ce dernier était ermite.
Le poème relate comment le saint repousse avec succès les nombreuses attaques de démons furieux après que le saint se soit installé dans le lieu sauvage où ils habitaient jusque-là. Un messager céleste (Saint Barthélemy) finit par intervenir pour secourir Guthlac et lui témoigner son amitié.
Le poème se termine sur l'arrivée bienheureuse de l'âme de Guthlac au paradis.

### Analyse
Le poème s'inscrit dans la tradition des Pères du désert et particulièrement de la Vie de Saint Antoine écrite en grec par Athanase d'Alexandrie et traduite en latin en 375 par Évagre d'Antioche. Comme dans ce texte très connu au Moyen Âge, Guthlac A représente un saint aux prises avec de nombreux démons dans un lieu désertique. Le poète accentue d'ailleurs la ressemblance en insistant sur le caractère isolé de Croyland et en ne faisant pas mention de la première partie de la vie de Guthlac.
Le thème du lieu où l'on habite, à qui l'on appartient et que l'on est prêt à défendre contre tous est également un aspect essentiel du texte, et revêt une signification spirituelle importante.

## Guthlac B
Guthlac B occupe les folios 44b à 52b du Livre d'Exeter. Ce poème de 561 vers est lui aussi un texte hagiographique vieil-anglais consacré à Guthlac de Croyland, mais il se distingue de Guthlac A par son style autant que par son contenu. Malgré ces différences importantes, le poème a longtemps été considéré comme la suite de Guthlac A plutôt que comme un poème indépendant, ce qui explique pourquoi dans la plupart des éditions les deux poèmes sont numérotés de façon continue (Guthlac B commençant ainsi au vers 819).

### Résumé
Le poème commence par un prologue qui relate la Création et la Chute d'Adam et Eve avant de s'intéresser au sort de Guthlac. La condition d'ermite du saint est évoquée brièvement, mais l'essentiel du texte est consacré à la mort de Guthlac, due à la maladie. Les principaux épisodes du poème sont:
- un premier dialogue entre le saint et son disciple le plus fidèle, au cours duquel Guthlac offre des paroles de réconfort
- un second dialogue au cours duquel Guthlac annonce sa mort imminente, fait part de ses dernières volontés, et répond aux questions de son disciples concernant les visites qu'il reçoit de la part d'un ange fidèle
- la mort de Guthlac
- l'annonce de la mort à la sœur de Guthlac par le disciple de ce dernier.

### Analyse
Le texte se rapproche du genre hagiographique appelé passio, c'est-à-dire un texte faisant le récit du martyr d'un saint. Guthlac meurt de maladie et non exécuté pour sa foi, mais sa mort est cependant traitée comme une forme de martyr.

### Source
Guthlac B s'inspire du cinquantième chapitre d'une hagiographie latine en prose: la Vita sancti Guthlaci ou Vie de Saint Guthlac, rédigée en Angleterre par un certain Felix.